# Thrudheim
Thrudheim (of Thrudvangar volgens Gylfaginning en Ynglinga saga) was in de Noordse mythologie het gebied in Asgard dat zich het dichtst bij Midgard bevond, aan de grens van de hemel en de aarde. Daar lag Bilskirnir, de hal met 540 vertrekken van Thor.